# Route nationale 56 (France)
Pour les articles homonymes, voir Route nationale 56.
La route nationale 56, ou RN 56, est une route nationale française reliant Macheren à Sarralbe. Le décret du 5 décembre 2005 prévoit son transfert au département de la Moselle. Elle a été renumérotée RD 656.

## Histoire
La route de Saint-Avold à Sarralbe a d'abord été classée route départementale par le décret impérial du 7 janvier 1813, sous le nom de route départementale no 1 de Metz à Strasbourg. Elle a ensuite été classée route royale par ordonnance royale du 10 février 1821 sous le nom de route no 75Bis de Metz à Strasbourg,. À la suite de la renumérotation des routes royales en 1824, elle a été classée route nationale 56.

## De Macheren à Sarralbe
Les communes traversées sont :
- Macheren (km 3)
- Barst (km 9)
- Cappel (km 10)
- Hoste-Bas (km 12)
- Puttelange-aux-Lacs (km 17)
- Richeling (km 20)
- Sarralbe (km 26)